# Adolph Bolm
Adolph Rudólfovich Bolm (San Petersburgo, 25 de septiembre de 1884 – Los Ángeles, 16 de abril de 1951) fue un bailarín de ballet y coreógrafo. 

## Biografía
Se graduó de la Escuela Imperial Rusa de Ballet de San Petersburgo en 1904 y ese mismo año se convierte en bailarín junto al Ballet Mariinski. En 1908 y 1909, realiza un tour europeo junto a Anna Pávlova.

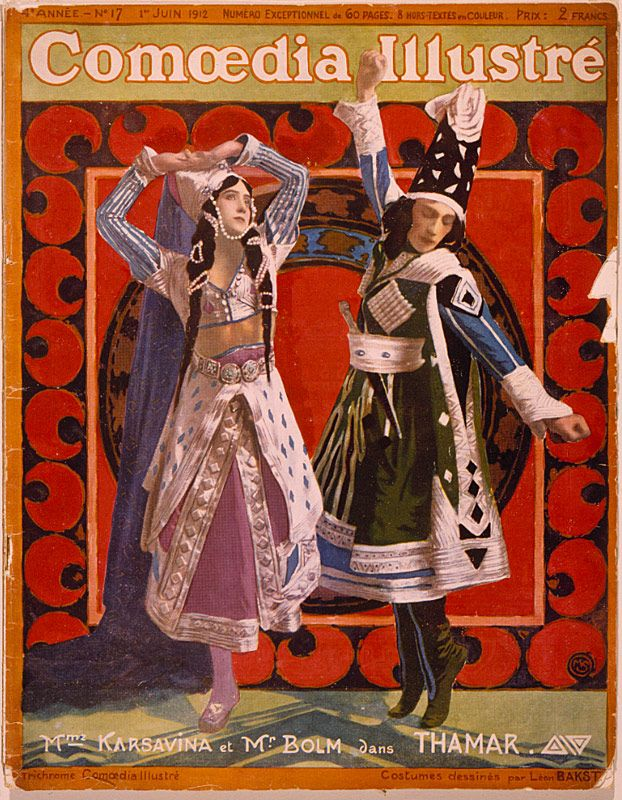
Karsávina y Bolm en "Thamar", 1912.

Luego colaboró con los Ballets Rusos de Diáguilev en París, junto con varios otros bailarines del Teatro Mariinski. En 1917, durante la segunda parte de la visita a Estados Unidos de los Ballets Rusos (sin Diáguilev, pero con Nijinsky), Bolm se lesionó durante el ballet Thamar. El daño era serio y lo tuvo hospitalizado un tiempo, por lo que dejó la compañía y se quedó en el país. Organizó el Ballet Intime en Nueva York y realizó coreografías para la Ópera Metropolitana de Nueva York. Bolm y la bailarina Ruth Page aparecen juntos en una película de baile experimental titulada Danse Macabre (1922), dirigida por Dudley Murphy.
En 1919, se muda a Chicago donde se establece y trabaja hasta que se muda nuevamente en 1929 a California. En 1925, se convierte en el primer director del Ballet Estable del Teatro Colón. En 1933, la Ópera de San Francisco establece el Ballet de la Ópera de San Francisco con Bolm como director.
Bolm continúa trabajando en California y Nueva York durante 1947. Fue uno de los cinco coreógrafos involucrados en la temporada fundacional de 1940 del American Ballet Theatre de Nueva York. Su última aparición en un escenario fue en 1943 en el Hollywood Bowl. Su última coreografía fue para el Ballet de San Francisco: "Mephisto" en 1947, de Mephisto-Walzer por Franz Liszt.